# Siège de Toul
Guerre franco-prussienne
Batailles
- Chronologie de la guerre franco-prussienne de 1870
- Sarrebruck (08-1870)
- Wissembourg (08-1870)
- Forbach-Spicheren (08-1870)
- Wœrth (08-1870)
- Bitche (08-1870)
- Phalsbourg (08-1870)
- Borny-Colombey (08-1870)
- Strasbourg (08-1870)
- Mars-la-Tour (08-1870)
- Toul (08-1870)
- Gravelotte (08-1870)
- Metz (08-1870)
- Nouart (08-1870)
- Beaumont (08-1870)
- Noisseville (08-1870)
- Sedan (08-1870)
- Montmédy (09-1870)
- Soissons (09-1870)
- Siège de Paris et chronologie du siège (09-1870)
- Nompatelize (10-1870)
- Bellevue (10-1870)
- Châtillon (10-1870
- Châteaudun (10-1870)
- Buzenval (10-1870)
- Bourget (10-1870)
- Dijon (10-1870)
- Belfort (11-1870)
- La Fère (11-1870)
- Langres (11-1870)
- Bouvet et Meteor (navale) (11-1870)
- Coulmiers (11-1870)
- Thionville (11-1870)
- Châtillon-sur-Seine (11-1870)
- Villers-Bretonneux (11-1870)
- Beaune-la-Rolande (11-1870)
- Champigny (11-1870)
- Orléans (12-1870)
- Loigny (12-1870)
- Châteauneuf (12-1870)
- Beaugency (12-1870)
- Longeau (12-1870)
- l’Hallue (12-1870)
- Siège de Péronne (1871)
- Bapaume (01-1871)
- Villersexel (01-1871)
- Le Mans (01-1871)
- Héricourt (01-1871)
- Saint-Quentin (01-1871)
- Buzenval (01-1871)

Le siège de Toul  qui eut lieu du 16 août au 23 septembre 1870 est un épisode de la guerre franco-prussienne de 1870 qui se termina par la reddition de la ville.

## Situation avant le siège
Après la bataille de Frœschwiller-Wœrth, le 6 août 1870 l'armée du maréchal Mac-Mahon est poursuivie par les troupes de la 3e armée allemande commandée par le prince héritier Frédéric-François II de Mecklembourg-Schwerin. Les troupes françaises retraitent sur Nancy, Toul et le camp de Châlons-en-Champagne. L'avancée des troupes allemandes est rapide en raison de la faible résistance.
La forteresse de Toul, qui n'avait joué jusqu'alors aucun rôle, se trouvait attaquée, les Allemands voulant l'occuper afin de bloquer la ligne de chemin de fer allant de Nancy à Paris, afin de servir de base arrière dans l'éventualité d'un siège sur Paris. En effet cette voie ferrée et ce nœud ferroviaire eussent permis de ravitailler l'ensemble des troupes allemandes en campagne.
Le 10 août, les troupes françaises de l'armée du Rhin en retraite depuis Nancy commencent à arriver à Toul puis se dirigent vers le camp de Sainte-Maure situé plus au Sud dans le département de l'Aube. La ville était défendue par la garde nationale mobile de la Meurthe, 500 hommes du 63e régiment d'infanterie de ligne, de troupes disparates en retraite dont des compagnies de train d'équipage et de cuirassiers du 4e régiment en particulier.
Le 14 août des éclaireurs prussiens sont aperçus et en fin d'après-midi, un général vint demander la reddition de la ville, sans succès. Le même jour, les Prussiens prennent la ville fortifiée de Marsal, capturent 60 canons et prennent Nancy dans le mouvement si bien que les avant-gardes arrivent devant Toul le 15 août et le IVe corps prussien et le IIe corps bavarois le 16 août.

Le 15 août, le 5e régiment d'infanterie bavarois tente de prendre la ville fortifiée, mais il est repoussé par les défenseurs français. Les assaillants perdant environ 700 victimes et les Français une trentaine, tant civils que militaires.

## Le siège
Le 16 août, une grande partie de la population civile de Toul prend la fuite, avant l'investissement complet de la ville.

C'est le début du siège. Les Bavarois se contentent de bombarder, sporadiquement, la forteresse, avec les canons et les munitions capturées à Marsal.

Le 10 septembre, après un bombardement de la ville, les Allemands lancent une forte attaque d'infanterie suivie d'un nouveau bombardement, intense.

Le 11 septembre, l'ennemi bombarde de nouveau la ville avec vigueur, jusqu'au 19 septembre, en lançant également des assauts.

Le 20 septembre, les assiégeants bombardent la ville et la forteresse sans relâche.

Le 23 septembre, après avoir amené des canons de 24 livres, les Allemands bombardent la forteresse, dont les défenseurs résistent 8 heures aux coups de boutoir des obus et capitulent dans la soirée.  

## Bilan
Les Allemands font plus de 2 300 soldats français prisonniers et capturent l'équipement de la forteresse, dont 71 armes lourdes qui seront dirigées contre Paris. Le nœud ferroviaire de Toul permet alors le passage de troupes et de matériel afin de conclure l'investissement de Paris et de renforcer les groupes d'armées bataillant contre les diverses armées françaises.
Une colonne se trouve au cimetière municipal et un autre porte de France, réalisées par Jules Adeline comme architecte et Tovany père et fils comme sculpteurs, ont été érigées pour commémorer ce siège.